# Хотел Корьо
Хотел Корьо (на корейски: 고려 려관) е четвъртият по височина небостъргач в Пхенян и вторият по големина хотел в столицата. Намира се в центъра на Пхенян.

## Описание
Хотелът е изграден от две 143-метрови кули от по 40 етажа всяка, свързани с мост. На върховете на двете кули са разположени въртящи се ресторанти. Хотелът е построен през 1985 г. и открит през 1986 г. Хотелът разполага с 400 комфортни стаи, фитнес зала, магазин за сувенири и кино. Входът на хотела е оформен като уста на нефритен дракон, широк е 9 метра и е украсен с мозайка от полускъпоценни камъни. До 2011 г., когато в квартал Мансуде е построен хотел, Корьо е бил третият по височина небостъргач в Пхенян